# ينغ أباد كوه
ينغ أباد كوه هي قرية في مقاطعة ميانة، إيران. عدد سكان هذه القرية هو 223 في سنة 2006.